# Сингальский язык
Синга́льский язы́к, также синхала —  язык сингалов, наиболее многочисленной этнической группы Шри-Ланки. Относится к индоарийской группе индоиранской ветви индоевропейской языковой семьи. На сингальском языке говорят примерно 16 миллионов человек, в качестве второго языка — ещё около 4 миллионов человек.
Для записи сингальского языка используется собственное сингальское письмо.
Сингальский — один из двух официальных языков Шри-Ланки, наряду с тамильским. В лексике языка присутствует множество заимствований из пали и санскрита, а также есть слова, связываемые с досингальским населением острова Шри-Ланка.

## Происхождение названия
Синхала (Siṃhāla) — санскритское слово, происходящее от siṃhá «лев». Название свидетельствует о предполагаемом бывшем обилии львов на острове.

## Классификация
Сингальский язык относится к индоарийским языкам. Наиболее близким языком к сингальскому является мальдивский язык (дивехи). Также на сингальском языке основан креольский язык ведда, на котором говорит аборигенное население Шри-Ланки.
По своей лексике и грамматическим конструкциям сингальский язык резко выделяется среди индоарийских языков; предполагается, что он содержит в себе аборигенный субстрат, остатки которого имеются также в креольском языке ведда.

## История
В V веке до н. э. на Цейлоне появились поселенцы из северо-западной Индии, говорившие на западной форме пракрита. В последующие столетия имел место также значительный приток из восточных регионов Индии, добавивших местному языку некоторые восточно-индийские характеристики. Первые надписи на сингальском языке происходят из III и II века до н. э., первые литературные произведения — из X века.

## Диглоссия
Современному сингальскому языку свойственна диглоссия: разделение на письменный лияна басава и разговорный катакарана басава, между которыми имеются существенные различия в лексике и грамматике.

## Субстратное влияние
Сингальский язык отличается особенностями, не присущими другим индоарийским языкам. Некоторые из них могут объясняться субстратным влиянием языка веддов — древнейшего населения Шри-Ланки. 
В лексике сингальского языка обнаруживается немало слов, которые не имеют индоарийской этимологии и встречаются также в языке веддов. Примерами таких слов являются kola «лист растения» (хотя у этого слова может быть и дравидийское происхождение), dola «свинья» и rera «дикая утка». Словами, происхождение которых может быть связано с досингальским населением острова, являются некоторые наименования частей тела: например, olluva «голова», kakula «нога», bella «шея» и kalava «бедро». В самой ранней грамматике сингальского языка Sidatsan̆garavā, составленной в 13 веке, есть отдельный список слов, относимый к «заимствованиям аборигенного происхождения»; среди них naram̆ba «видеть» и koḷom̆ba «крепость» или «порт» — слово, давшее название крупнейшему городу страны Коломбо.

## Лингвистическая характеристика

### Фонетика и фонология

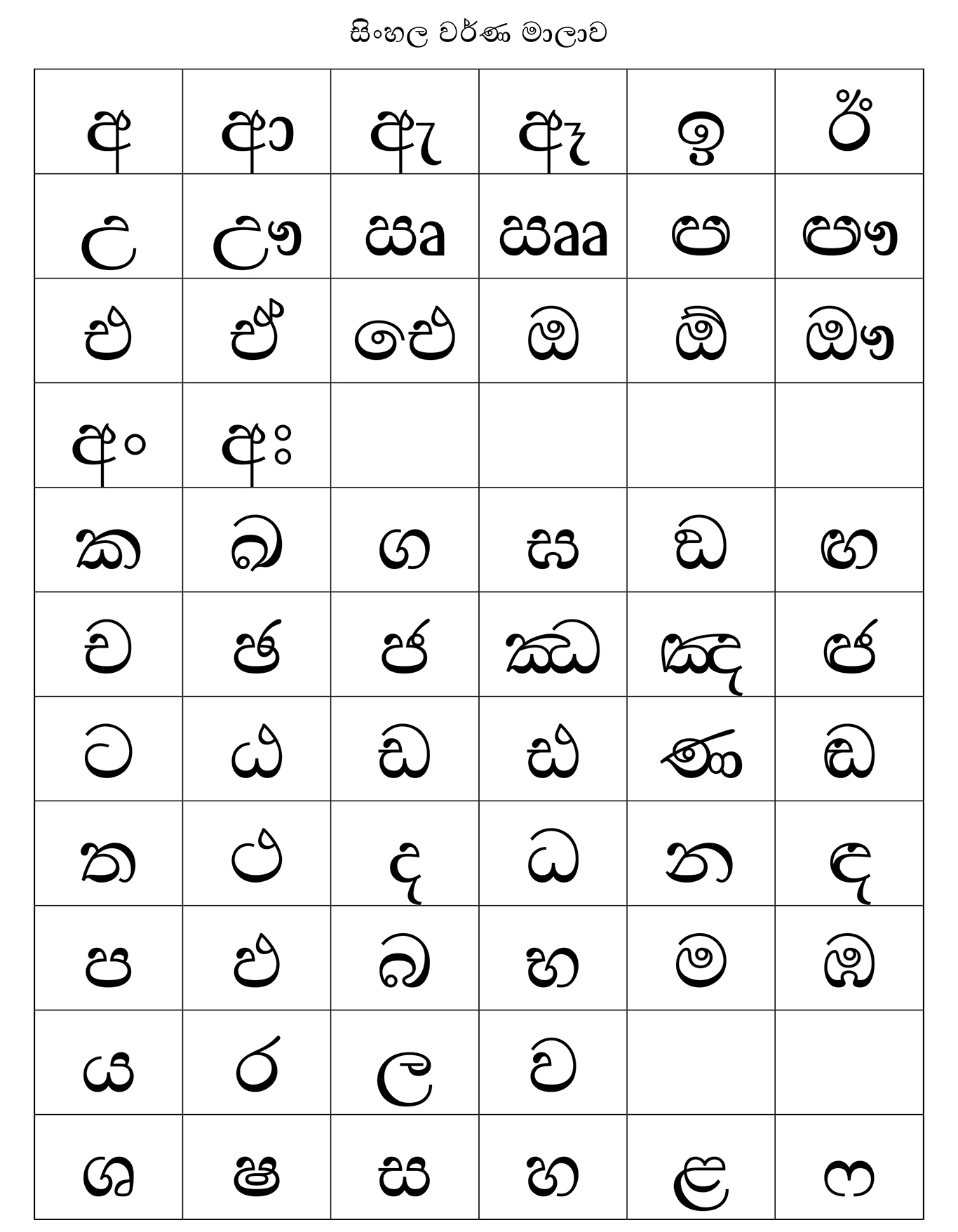
Сингальский алфавит

#### Согласные
|                    |                   | Губные | Зубные/переднеязычные | Ретрофлексные | Палатальные | Заднеязычные | Глоттальные |
| ------------------ | ----------------- | ------ | --------------------- | ------------- | ----------- | ------------ | ----------- |
| Носовые            | Носовые           | m      | n                     |               | ɲ           | ŋ            |             |
| Взрывные/Аффрикаты | Глухие            | p      | t                     | ʈ             | tʃ          | k            |             |
| Взрывные/Аффрикаты | Звонкие           | b      | d                     | ɖ             | dʒ          | ɡ            |             |
| Взрывные/Аффрикаты | Преназализованные | ᵐb     | ⁿd                    | ᶯɖ            | (ⁿdʒ)       | ᵑɡ           |             |
| Фрикативные        | Фрикативные       | (f~ɸ)  | s                     |               | (ʃ)         |              | h           |
| Дрожащие           | Дрожащие          |        | r                     |               |             |              |             |
| Аппроксиманты      | Аппроксиманты     | ʋ      | l                     |               | j           |              |             |

Звуки, взятые в скобки, встречаются лишь в заимствованных словах.

#### Гласные
Гласные звуки языка сингальского языка, которые могут быть краткими и долгими:
|                | Передний ряд | Передний ряд | Средний ряд | Средний ряд | Задний ряд | Задний ряд |
| Краткие        | Долгие       | Краткие      | Долгие      | Краткие     | Долгие     |            |
| -------------- | ------------ | ------------ | ----------- | ----------- | ---------- | ---------- |
| Верхний подъём | i            | iː           |             |             | u          | uː         |
| Средний подъём | e            | eː           | ə           | (əː)        | o          | oː         |
| Нижний подъём  | æ            | æː           | a           | aː          |            |            |

### Морфология
Сингальский язык относится к флективным; в нём преобладает словоизменение при помощи флексий — формантов, сочетающих сразу несколько значений.
В целом, сингальская морфология отличается высокой степенью различий между литературным и разговорным языком.
Основными признаками, отмеченными у сингальских существительных, являются падеж, число, определённость и одушевлённость.

#### Существительные
В сингальском языке присутствует грамматическая категория рода существительных, однако лишь одушевлённые существительные могут склоняться по родам.
Сингальский различает несколько падежей. Основные падежи: именительный, винительный, дательный, родительный, местный, творительный. У неодушевлённых существительных не различаются местный и родительный падежи.

#### Глагол
Сингальский глагол различает три спряжения. В разговорном сингальском языке глагол не имеет категорий лица, числа или рода глагола (в отличие от литературного языка) — другими словами, нет согласования между подлежащим и сказуемым.

#### Числительные
В сингальском языке имеются количественные и порядковые числительные. 

## Преподавание сингальского языка в России
Сингальский преподаётся в России (СССР) с середины XX века. В разное время подготовка специалистов по нему велась на базе МГИМО и МГУ. Преподавание сингальского в МГИМО прекратилось в 1995 г., в МГУ (кафедра индийской филологии ИСАА) возобновилось в 2017 году после прекращения в 1992.
Первым исследователем сингальского в СССР стал Александр Белькович. В 1970 году был издан сингальско-русский словарь, а в 1977 — самоучитель сингальского языка на русском языке.